# Sybil (Katze)
Sybil (* 2006 in London, England; † 27. Juli 2009 in ebenda) war eine weibliche Katze, die zwischen 2007 und 2008 den Titel Chief Mouser to the Cabinet Office trug. Die schwarz-weiße Katze gehörte Schatzkanzler Alistair Darling und wurde nach der Figur Sybil Fawlty aus Fawlty Towers benannt.

## Leben
Am 11. September 2007 erfolgte durch den Sprecher des Premierministers Gordon Brown die offizielle Ernennung von Sybil zum Chief Mouser. Zuvor gab es nach Humphreys Rücktritt zehn Jahre lang keinen Chief Mouser, Sybil ist insgesamt der zehnte Chief Mouser.
Anfang 2009 wurde Sybil nach Edinburgh in Schottland gebracht. Es gingen Gerüchte um, dass Gordon Brown sie nicht mochte.  Am 27. Juli 2009 starb Sybil im Alter von nur 3 Jahren.